# Begíjar
Begíjar és un municipi de la província de Jaén. Està situat en la comarca de La Loma, a uns 6 km de Baeza. La seva principal indústria és la de l'oli d'oliva. La seva població és de 3.101 habitants (INE 2006).